# Каср-ибн-Вардан

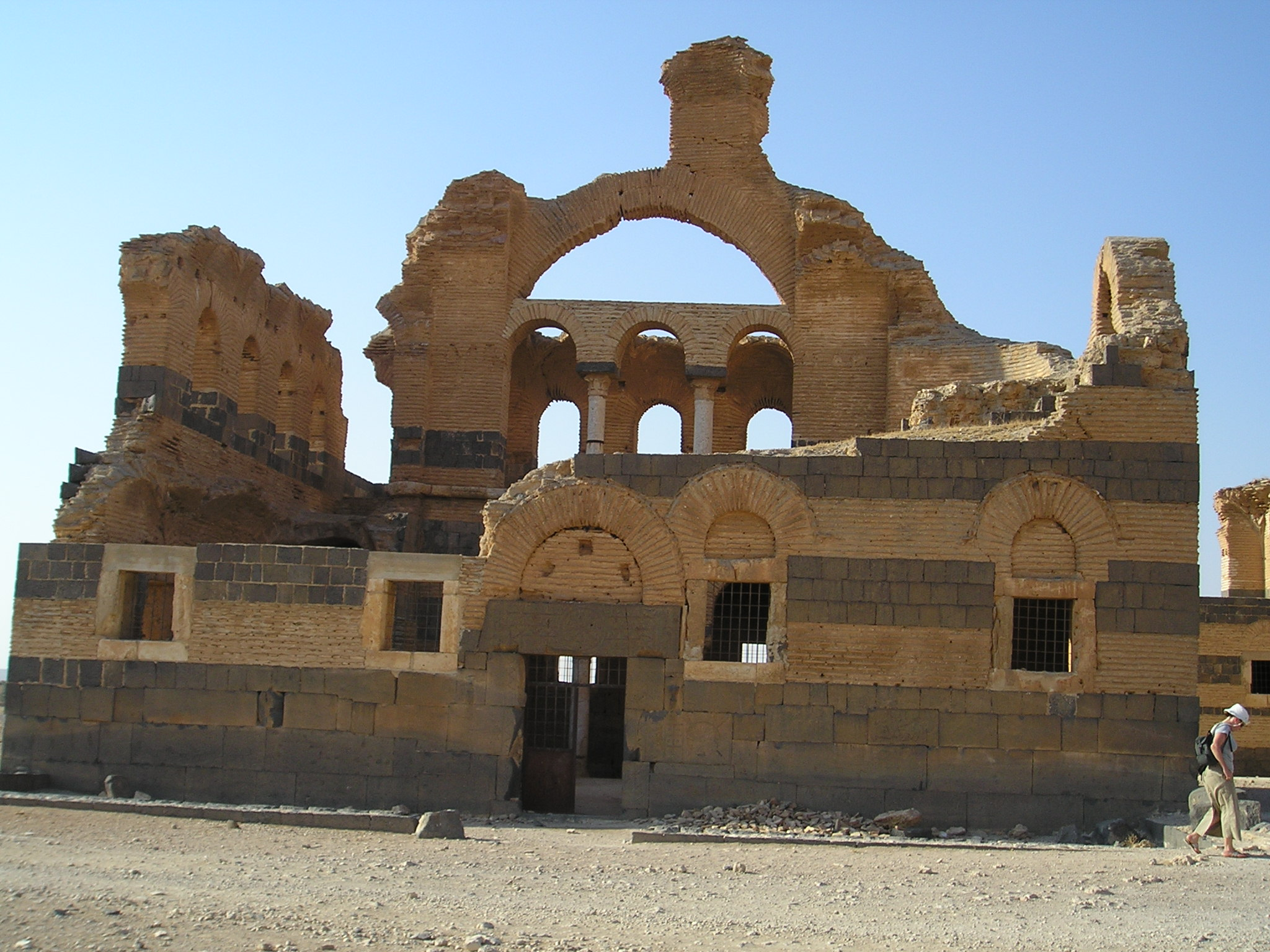
Руины церкви

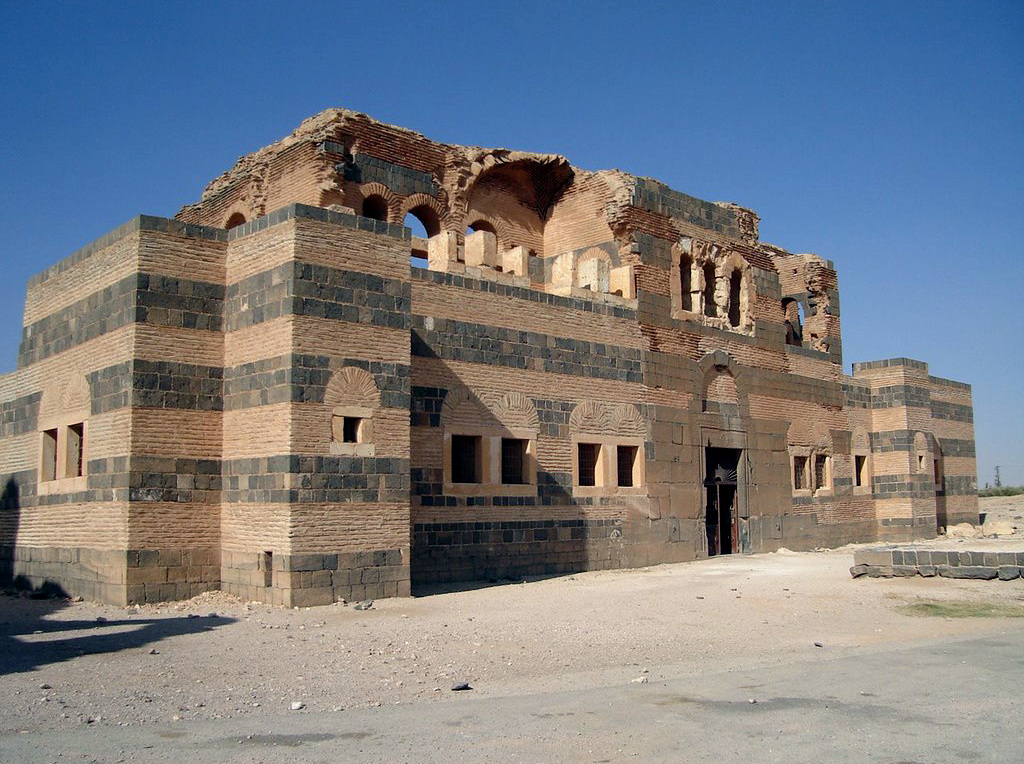
Руины дворца

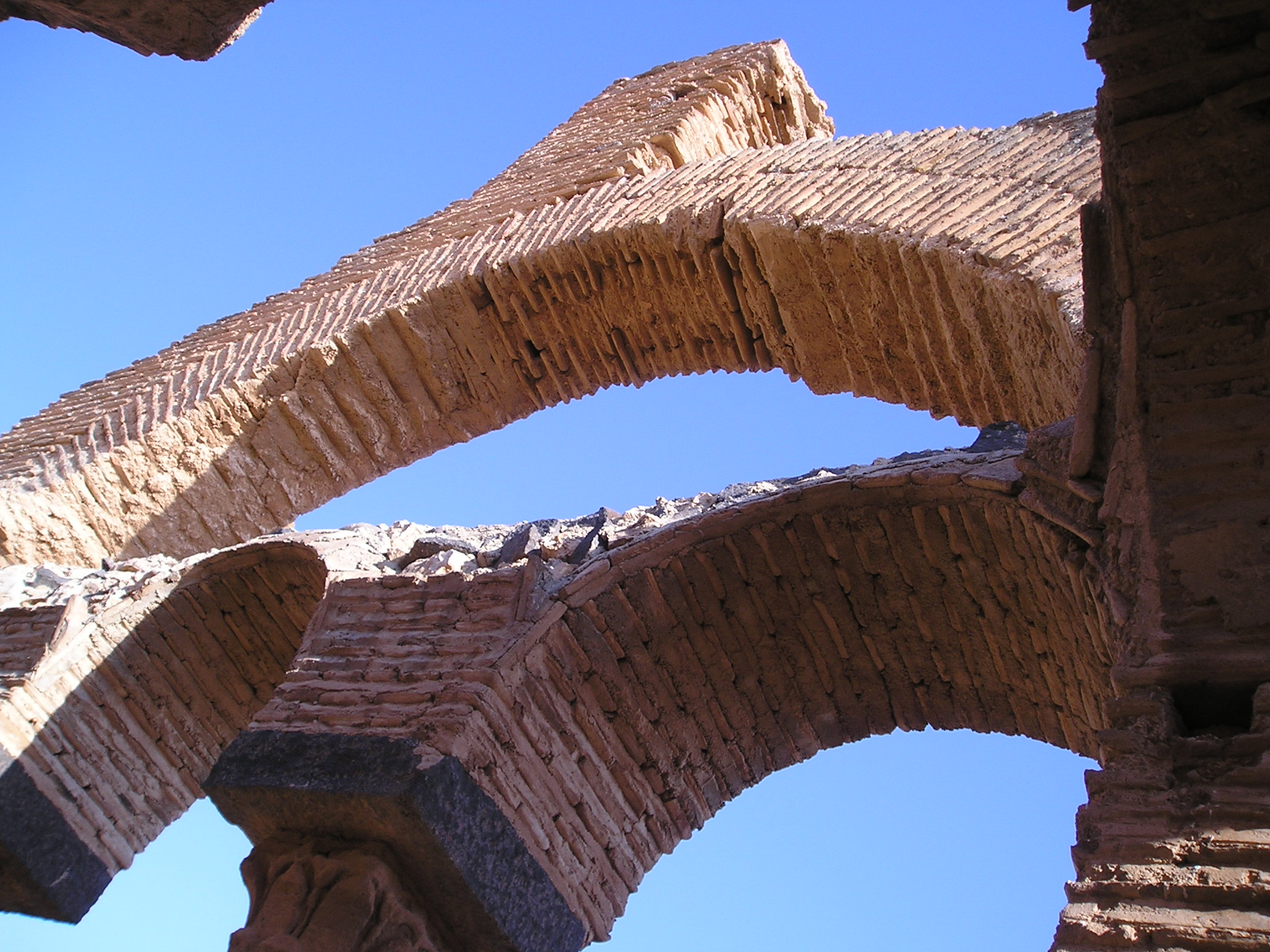
Сохранившийся купольный свод церкви

Каср-ибн-Варда́н (араб. قصر أبن وردان‎) — руины дворца VI века. Расположены в пустыне примерно в 60 км к северо-востоку от сирийского города Хама.
Комплекс, состоящий из дворца, церкви и казарм, был сооружён в середине VI века в правление византийского императора Юстиниана I (527—565 годы) в рамках комплекса оборонительных сооружений (включавшего также крепости Ресафа и Халабию) в ожидании возможных нападений со стороны Сасанидской империи. Уникальный стиль Каср-ибн-Вардана, заимствованный непосредственно из Константинополя и не имеющий аналогов в Сирии, был, вероятно, выбран с тем, чтобы произвести впечатление на местные бедуинские племена. Базальт для строительства дворца был завезён издалека, с севера, а мрамор для колонн и капителей был привезён из Апамеи.
Казармы не сохранились. Дворец, вероятно, служил резиденцией местного губернатора. Его хорошо сохранившийся южный фасад оформлен чередующимися горизонтальными полосами чёрных и жёлтых кирпичей. Сохранились также руины конюшен в северной части и небольшой комплекс общественных бань в восточной части дворца, а также центральный двор. Назначение каждого из помещений видно по вырезанным на камне изображениям.
К западу от дворца сохранилась церковь с центральным нефом и двумя боковыми приделами. Она выполнена в том же стиле, что и дворец. Купол не сохранился.